# Liste der Bodendenkmäler in Fröndenberg/Ruhr
Die Liste der Bodendenkmäler in Fröndenberg/Ruhr enthält die denkmalgeschützten unterirdischen baulichen Anlagen, Reste oberirdischer baulicher Anlagen, Zeugnisse tierischen und pflanzlichen Lebens und paläontologischen Reste auf dem Gebiet der Stadt Fröndenberg/Ruhr im Kreis Unna in Nordrhein-Westfalen (Stand: Oktober 2020). Diese Bodendenkmäler sind in Teil B der Denkmalliste der Stadt Fröndenberg/Ruhr eingetragen; Grundlage für die Aufnahme ist das Denkmalschutzgesetz Nordrhein-Westfalen (DSchG NRW).
| Bild           | Bezeichnung                                          | Lage                       | Beschreibung | Bauzeit | Eingetragen seit         | Denkmal- nummer |
| -------------- | ---------------------------------------------------- | -------------------------- | ------------ | ------- | ------------------------ | --------------- |
| weitere Bilder | Reste der ehemaligen Burg Ardey                      | Fröndenberg Karte          |              |         | 16.08.1988 u. 08.01.1990 | B 1 / B 1a      |
|                | Alte Zeche im Bereich Küchenberg                     | Fröndenberg Flur 37 Nr. 12 |              |         | 16.06.1988               | B 2             |
|                | Neolithische Siedlung norw. des Gutes „Am neuen Hof“ | Fröndenberg Flur 37 Nr. 10 |              |         | 16.06.1988               | B 3             |
| weitere Bilder | Turmhügelburg „Hünenknüfel“                          | Bentrop Karte              |              |         | 16.06.1988               | B 4             |
|                | Vorburg Ardey „Hilkenhohl“                           | Ardey Flur 2 Nr. 119       |              |         | 10.08.1989               | B 5             |